# Paolo Yurivilca
Paolo Yurivilca (ur. 23 kwietnia 1996) – peruwiański lekkoatleta specjalizujący się w chodzie sportowym.
W 2012 zajął 19. miejsce na mistrzostwach świata juniorów w Barcelonie. Ósmy zawodnik mistrzostw panamerykańskich juniorów (2013). Rok później w Eugene został brązowym medalistą mistrzostw świata juniorów. 
Reprezentant kraju na pucharze świata w chodzie.

## Osiągnięcia
| Rok  | Impreza                                  | Miejsce        | Konkurencja                      | Pozycja     | Wynik    |
| ---- | ---------------------------------------- | -------------- | -------------------------------- | ----------- | -------- |
| 2012 | Puchar świata w chodzie                  | Sarańsk        | chód na 10 kilometrów (juniorów) | 12. miejsce | 43:02    |
| 2012 | Mistrzostwa świata juniorów              | Barcelona      | chód na 10 000 metrów            | 19. miejsce | 43:10,15 |
| 2013 | Panamerykański puchar w chodzie          | Gwatemala      | chód na 10 kilometrów            | 7. miejsce  | 42:30    |
| 2013 | Mistrzostwa panamerykańskie juniorów     | Medellín       | chód na 10 000 metrów            | 8. miejsce  | 43:25,87 |
| 2014 | Puchar świata w chodzie                  | Taicang        | chód na 10 kilometrów (juniorów) | 6. miejsce  | 40:47    |
| 2014 | Mistrzostwa świata juniorów              | Eugene         | chód na 10 000 metrów            | 3. miejsce  | 40:02,07 |
| 2015 | Mistrzostwa Ameryki Południowej juniorów | Cuenca         | chód na 10 000 metrów            | 2. miejsce  | 43:04,23 |
| 2015 | Puchar panamerykański w chodzie          | Arica          | chód na 10 kilometrów            | 2. miejsce  | 41:45    |
| 2016 | Igrzyska olimpijskie                     | Rio de Janeiro | chód na 20 kilometrów            | 41. miejsce | 1:24:48  |

## Rekordy życiowe
- chód na 10 000 metrów – 40:02,07 (2014)
- chód na 10 kilometrów – 40:47 (2014) rekord Ameryki Południowej juniorów
- chód na 20 kilometrów – 1:21:49 (2016) rekord Peru